# Ca 'd'Oro
Ca' d'Oro (ispravno bi bilo reći Palazzo Santa Sofia) se drži za jednu od najljepših palača na Canal Grandeu u Veneciji. To je jedna od starijih venecijanskih palača, oduvijek je znana kao Ca 'd'Oro (zlatna kuća) zbog svojih pozlaćenih i višebojnih vanjskih ukrasa koji su nekad resili njeno pročelje.

## Povijest palače Ca 'd'Oro
Palača je sagrađena između 1428. i 1430. za obitelji Contarini, koja je dala osam mletačkih duždeva između 1043. i 1676. Nakon izbora na tu funkciju, svaki novi dužd napustitio bi svoj dotadašnji dom i preselio se u Duždevu palaču.
Graditelji Ca d'Oro bili su otac i sin Giovanni i Bartolomeo Bon. To dvoje gotičkih kipara i graditelja otprije su se već dokazali u Veneciji radovima na dekoraciji Duždeve palače, a posebice izvedbom kićene Porta della Carta, i kiparske grupe na njoj - Salomonog suda.
Glavno pročelje Ca 'd'Oro okrenuto je na Canal Grande, izgrađeno je u stilu mletačke cvjetne gotike. Slične zgrade u blizini građene u istom duhu su: Palazzo Barbaro i Palazzo Giustinian. Ovaj elegantni izduženi kićeni stil bio je toliko omiljen među venecijanskim graditeljima da su ga napustili tek pojavom baroka   pri kraju 16. stoljeća.
Venecijanska gotika bila je bizantinska po izgledu. Prizemlje Ca 'd'Oro sa svojom otvorenom lođom i kolonadama dozvoljava direktni pristup u predsoblje (portego de mezo)  iz kanala. Iznad donje kolonade je zatvoreni balkon iza kojeg je glavni salon palače (piano nobile). Stupovi i lukovi ovog balkona imaju korintske kapitele koji nose red vrlo minuciozno isklesanih otvora u obliku djeteline s četiri lista. U posljednjoj etaži iznad ove je još jedna zatvorena lođa sličnih obilježja, još prozračnija i nježnije izvedena. Najednostavnije bi za stil Ca' d'Oro mogli reći: - to je spoj između srednjovjekovne gotičke katedrale i džamije. Vanjsko kićeno pročelje palače uopće ne da naslutiti, da je i Ca' d'Oro zapravo sagrađen (kao i većina drugih mletačkih palača) oko malog unutrašnjeg dvorišta.
Nakon pada Mletačke Republike 1797. godine, Ca' d'Oro' je promijenila vlasnike nekoliko puta. Jedna od vlasnica u 19. stoljeća, bila je baletna plesačica Marie Taglioni. Ona je uklonila gotičko stubište u unutrašnjim dvorištu, i srušila kitnjaste balkone u unutrašnjem dvorištu (danas bi se to držalo za čin vandalizma).
1922. godine palaču Ca' d'Oro poklonio je državi njezin posljednji vlasnik i spasitelj baron Giorgio Franchetti koji ju je kupio 1894. Nakon toga uslijedile su opsežne restauracije, uključujući rekonstrukciju stubišta, danas je palača Ca' d'Oro otvorena za javnost kao galerija.
U galeriji Franchetti - Ca 'd'Oro, izložene su slike; Mantegne, Tiepola, Pontorma, van Dyck, Guardia, skulptura Tullio Lombardo, i ostaci fresaka kojim su Giorgione i Tizian oslikali pročelje Fondaco dei Tedeschi.

## Vanjske poveznice
- Galerija Giorgio Franchetti
- Ca' d'Oro